# Frank Rader

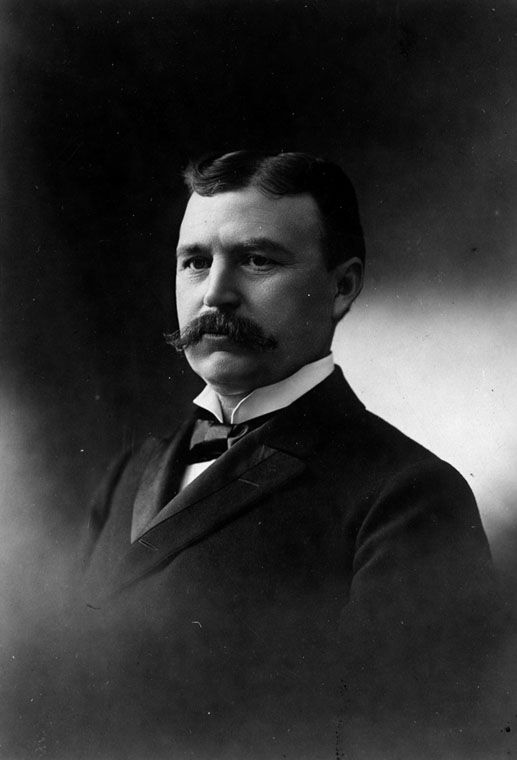
Frank Rader

Frank Rader (* 8. April 1848; † 28. März 1897 in Lake Elsinore, Kalifornien) war ein US-amerikanischer Politiker. Zwischen 1894 und 1896 war er Bürgermeister der Stadt Los Angeles.

## Werdegang
Über die Jugend und Schulausbildung von Frank Rader ist nichts überliefert. Später arbeitete er in der Immobilienbranche und im Bankgewerbe. Seit 1883 lebte er in Los Angeles. Er war einer der Gründer der Southern California National Bank. Politisch schloss er sich der Republikanischen Partei an.
1894 wurde Rader zum Bürgermeister von Los Angeles gewählt. Dieses Amt bekleidete er zwischen dem 12. Dezember 1894 und dem 16. Dezember 1896. In dieser Zeit stiftete Griffith J. Griffith das Gelände für einen Park, der später in Los Angeles angelegt wurde und der Griffiths Namen trägt. Außerdem wurde der bis damals anhaltende Streit um die Frage der Bundeszuschüsse für den Hafen zu Gunsten des Ortsteils San Pedro entschieden, der mit Santa Monica konkurriert hatte. Frank Rader starb am 28. März 1897, nur drei Monate nach dem Ende seiner Amtszeit, im Alter von knapp 49 Jahren.